# 科塔帕塔國家公園

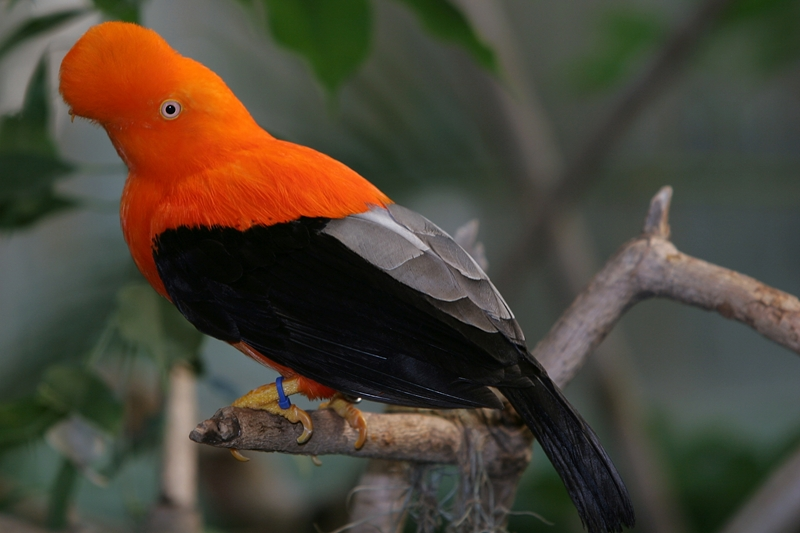

科塔帕塔國家公園是玻利維亞的國家公園，位於該國西部，由拉巴斯省負責管轄，距離首府拉巴斯50公里，始建於1993年7月9日，佔地600平方公里。

## 外部連結
- Cotapata National Park and IMNA - Parkswatch Profile  （页面存档备份，存于）
- English abstract of the research at Cotapata National Park and IMNA - Miguel Sevilla-Callejo's PhD - Universidad Autónoma de Madrid （页面存档备份，存于）